# Hou je dan nog steeds van mij
Hou je dan nog steeds van mij is een single van Jan Smit. Het nummer is geschreven door Cees en Thomas Tol, terwijl Jan Smit de tekst zelf schreef.

## Inleiding
Ter viering van zijn 15-jarig jubileum als zanger, kwam er een verzamelalbum van de Volendamse zanger uit met zijn grootste hits. Om het album commercieel aantrekkelijk te maken stonden er ook een aantal nieuwe composities op, waarvan er een getiteld Hou je dan nog steeds van mij.
De single kwam in twee versies, beide met nieuwe opnamen gemaakt tijdens het TROS-televisieprogramma De zomer voorbij. Om die singles weer aantrekkelijk te maken voor de consument werden als "B-kanten" nummers geperst, die noch op eerdere media of het verzamelalbum staan.
Versie 1:
- Hou dan nog steeds van mij
- Amor amor amor
- Paradijs
- Zelfs je naam is mooi (dat ooit de hitparades besteeg in een uitvoering van de maker Henk Westbroek (met René Meister)
- Videoclip Hou je dan nog steeds van mij

Versie 2:
- Hou je dan nog steeds van mij
- Hollywood
- Wild Montana skies
- Quando quando quando (eerder gezongen door Tony Renis snel gevolgd door Willy Alberti)
- Videoclip Hou je dan nog steeds van mij

Alles droeg eraan bij dat het plaatje binnen korte tijd de nummer 1-positie haalde in de Nederlandse Single Top 100.

## Hitnoteringen

### Nederlandse Top 40
| Hitnotering: 15-10-2011 t/m 29-10-2011 | Hitnotering: 15-10-2011 t/m 29-10-2011 | Hitnotering: 15-10-2011 t/m 29-10-2011 | Hitnotering: 15-10-2011 t/m 29-10-2011 | Hitnotering: 15-10-2011 t/m 29-10-2011 |
| Week:                                  | 1                                      | 2                                      | 3                                      |                                        |
| -------------------------------------- | -------------------------------------- | -------------------------------------- | -------------------------------------- | -------------------------------------- |
| Positie:                               | 39                                     | 34                                     | 39                                     | uit                                    |

### NederlandseSingle Top 100
| Hitnotering: 01-10-2011 t/m 03-12-2011 | Hitnotering: 01-10-2011 t/m 03-12-2011 | Hitnotering: 01-10-2011 t/m 03-12-2011 | Hitnotering: 01-10-2011 t/m 03-12-2011 | Hitnotering: 01-10-2011 t/m 03-12-2011 | Hitnotering: 01-10-2011 t/m 03-12-2011 | Hitnotering: 01-10-2011 t/m 03-12-2011 | Hitnotering: 01-10-2011 t/m 03-12-2011 | Hitnotering: 01-10-2011 t/m 03-12-2011 | Hitnotering: 01-10-2011 t/m 03-12-2011 | Hitnotering: 01-10-2011 t/m 03-12-2011 | Hitnotering: 01-10-2011 t/m 03-12-2011 |
| Week:                                  | 1                                      | 2                                      | 3                                      | 4                                      | 5                                      | 6                                      | 7                                      | 8                                      | 9                                      | 10                                     |                                        |
| -------------------------------------- | -------------------------------------- | -------------------------------------- | -------------------------------------- | -------------------------------------- | -------------------------------------- | -------------------------------------- | -------------------------------------- | -------------------------------------- | -------------------------------------- | -------------------------------------- | -------------------------------------- |
| Positie:                               | 19                                     | 1                                      | 2                                      | 11                                     | 14                                     | 31                                     | 52                                     | 81                                     | 75                                     | 71                                     | uit                                    |

### VlaamseUltratop 50
| Hitnotering: 29-10-2011 | Hitnotering: 29-10-2011 | Hitnotering: 29-10-2011 |
| Week:                   | 1                       |                         |
| ----------------------- | ----------------------- | ----------------------- |
| Positie:                | 44                      | uit                     |